# Кјатра
Кјатра (фр. Chiatra) насеље је и општина у Француској у региону Корзика, у департману Горња Корзика која припада префектури Кор.
По подацима из 2011. године у општини је живело 209 становника, а густина насељености је износила 25,43 становника/km². Општина се простире на површини од 8,22 km². Налази се на средњој надморској висини од 408 метара (максималној 743 m, а минималној 37 m).

## Демографија
| 1962. | 1968. | 1975. | 1982. | 1990. | 1999. | 2011. |
| ----- | ----- | ----- | ----- | ----- | ----- | ----- |
| 229   | 229   | 206   | 194   | 162   | 190   | 209   |

График промене броја становника у току последњих година